# Clupeocharax schoutedeni
Clupeocharax
Genre
Genre
Clupeocharax schoutedeni, unique représentant du genre Clupeocharax, est une espèce de poissons d'eau douce de la famille des Alestidae.

## Répartition
Ce poisson est endémique de la république démocratique du Congo. Il se rencontre dans les lacs Tumba et Yandja (dans les environs de Yangambi), ainsi que dans la Salonga (en), une rivière du bassin du Congo.

## Description
Clupeocharax schoutedeni peut mesurer jusqu'à 25 cm de longueur totale.

## Systématique
Le nom valide complet (avec auteur) de ce taxon est Clupeocharax schoutedeni Pellegrin, 1926.
Clupeocharax schoutedeni a pour synonyme :
- Clupeopetersius schoutedeni (Pellegrin, 1926)

## Étymologie
Le nom générique, Clupeocharax, combinaison associant Clupeo en référence au genre Clupea (les harengs…) dont ces espèces partagent la silhouette et de Charax, le genre type des Characiformes qui dérive, quant à lui, du grec ancien χάραξ, chárax, « pieu pointu d'une palissade  », en référence aux dents de ces espèces qui sont à la fois pointues et densément resserrées.
L'épithète spécifique, schoutedeni, a été donnée en l'honneur du zoologiste belge Henri Schouteden (1881–1972) qui a collecté de nombreuses espèces au Congo belge dont l'holotype de cette espèce.

## Publication originale
- J. Pellegrin, « Description de Characinidés nouveaux récoltés au Congo Belge par le Dr. Schouteden », Revue de zoologie africaine, Belgique, vol. 13, nos 3-4,‎ 1er avril 1926, p. 157-164 (ISSN 0771-0488).